# Ходзьо Удзіясу
Ходзьо Удзіясу (яп. 北条 氏康; 1515 — 21 жовтня 1571) — японський самурайський військовик, талановитий політик й адміністратор, даймьо Одавара. Голова роду Ґо-Ходзьо.

## Життєпис
Походив з впливового роду Ґо-Ходзьо. Син Ходзьо Удзіцуна. Замолоду виявив військовий хист. У 1530 році брав участь у битві при Одзавахара. Після смертіув 1541 році свого батька — Ходзьо Удзіцуна — Удзіясу успадкував владу над кланом Ходзьо. На своєму шляху з розширення впливу в Канто він зіткнувся з кланом Уесуґі.
Удзіясу практично постійно перебував у стані війни і був змушений серйозно реорганізувати адміністративну систему земель Ходзьо. У 1542 і 1543 роках він уже зробив низку кадастрових перевірок. До своєї смерті Удзіцуна встиг побудувати ланцюг фортів вздовж річки Суміда, головним серед цих укріплень був замок Кавагое. У 1545 році обороною замку Кавагое командував Ходзьо Цунанарі. Обидві гілки Уесуґі в союзі з Асікаґа Хараудзі та за підтримки Імагава Удзітіка взяли замок в облогу. Удзіясу прийшов на допомогу замку, його війська і захисники замку в нічній атаці розбили Уесуґі та їхніх союзників. Ця перемога стала поворотним пунктом в боротьбі за Канто. У наступні роки Огігаяцу-Уесуґі були повністю знищені, а Яманоуті-Уесуґі відкинуті в Кодзуке. Після битви при Кавагое дрібні даймьо в Канто перебували або під управлінням Ходзьо, або були розбиті, крім гілки Яманоуті клану Уесуґі. .
У 1550 році встановив податкову систему Кандака. Одавара був перетворений на важливий торговий центр, для чого були переорієнтовані основні тракти регіону (які раніше використовували Камакура як транспортний вузол). Також у замку Одавара була створена гільдія ремісників, а по всій території клану були відкриті поштові станції та ринки. До 1560 року Ходзьо поступово перейшов до оборонної доктрини. У 1551 році Удзіясу розбив Уесуґіи Норімаса в битві при Хараї та змусив його тікати до Етіго. У Етіго Норімаса отримав підтримку у Наґао Каґетора. До Наґао перейшов контроль над кланом Уесуґі і з часом він став зватися Уесуґі Кеншін, який став одним з наймогутніших супротивників Ходзьо.
Західні кордони Ходзьо були блоковані посилившимися родами Такеда і Імагава, що однак залишало провінцію Кодзуке для завоювань. Удзіясу так і не зміг повністю завоювати Кодзуке, натомість він «ділив» його з Уесуґі Кеншін і Такеда Шінген.
Водночас Хоодзьо Удзіясу вступив у боотьбу з родом Сатомі. У 1564 році Сатомі Йосіхіро захопив замок Конодай, але Удзіясу завдав йому поразки у Другій битві при Конодай. Ходзьо намагався розвинути успіх, вдерся до провінцій Сімоса і Кадзуса, але не зміг остаточно розгромити Сатомі. Також наступ Ходзьо на схід призвів до конфлікту з кланом Сатаке з Хітаті, що остаточно зупинило експансію.
У 1561 році вдерся до Канто Уесуґі Кеншін, який взяв в облогу замок Одавара. Через 2 місяці ворог відступив. У 1563 році між Ходзьо та Уесуґі почалася нова війна. Удзіясу втратив замок Мусасі-Мацуяма. Протягом 1560-х років Удзіясу і Кеншін декілька разів стикалися в бою, але ні вирішальної, ні навіть більш-менш значного битви так і не відбулося, справа обмежилася рейдами і облогами, здебільшого у провінції Кодзуке.
У 1560 році офіційно передал владу старшому сину Удзімаса, проте продовжив впливати на політику свого клану до самої смерті у 1571 році. У 1562 році Ходзьо і Такеда уклали союз, і Такеда усиновив 7-го сина Удзіясу — Кагетора. Проте з часом стосунки між ними погіршилися, розпочалися війни. У 1568–1569 роках Ходзьо і Такеда провели кілька битв в Суруга, кульмінацією яких стали 2-а облога Одавара і битва при Мімасетоге у 1569 році.